# Marcipa splendens
Marcipa splendens là một loài bướm đêm trong họ Erebidae.